# Mitrailleuse autonome
 (signalé en juin 2025).
Si vous disposez d'ouvrages ou d'articles de référence ou si vous connaissez des sites web de qualité traitant du thème abordé ici, merci de compléter l'article en donnant les références utiles à sa vérifiabilité et en les liant à la section « Notes et références ».
- Archive Wikiwix
- Bing
- Cairn
- DuckDuckGo
- E. Universalis
- Gallica
- Google
- G. Books
- G. News
- G. Scholar
- Persée
- Qwant
- (zh) Baidu
- (ru) Yandex
- (wd) trouver des œuvres sur Wikidata

La technologie de la mitrailleuse autonome consiste à permettre à une mitrailleuse de détecter des cibles potentielles et de faire feu sur elles sans intervention humaine. 
C'est un concept datant des années 1940, mis en place réellement avec la mise au point par le Groupe Samsung d'une mitrailleuse automatique de calibre 5,56 × 45 mm OTAN pouvant repérer plusieurs cibles potentielles jusqu'à quatre kilomètres.